# Cupa Cupelor 1998-1999
Cupa Cupelor 1998-1999 a fost ultimul sezon al competiției Cupa Cupelor, care a fost câștigată de Lazio Roma cu 2-1 contra echipei spaniole, Real Mallorca. A participat și o echipă românească,' Rapid București, care nu a reușit decât sa treacă de prima runda. Cele mai bune echipe care au participat au fost: Helsingborg IF, Lazio Roma, Real Mallorca, MTK Budapesta, Rapid București, FK Partizan, Lokomotiv Moscova, SC Braga, Paris Saint-Germain, Beșiktaș J.K., Chelsea Londra, Newcastle United, PFC Levski Sofia, SC Heerenveen.

## Primul tur preliminar
| Echipa #1          | Scor.  | Echipa #2              | Prima manșă | A doua manșă |
| ------------------ | ------ | ---------------------- | ----------- | ------------ |
| Rudar Velenje      | 2 - 0  | Constructorul Chisinau | 2 - 0       | 0 - 0        |
| Vaduz              | 0 - 5  | Helsingborg            | 0 - 2       | 0 - 3        |
| Lausanne Sports    | 7 - 2  | Tsement Ararat         | 5 - 1       | 2 - 1        |
| Cork City          | 2 - 3  | CSKA Kiev              | 2 - 1       | 0 - 2        |
| Ekranas            | 4 - 5  | Apollon Limassol       | 1 - 2       | 3 - 3        |
| Apolonia Fier      | 1 - 9  | Genk                   | 1 - 5       | 0 - 4        |
| Bangor City        | 0 - 3  | Haka                   | 0 - 2       | 0 - 1        |
| Levski Sofia       | 9 - 2  | Lakamatyu-96 Vitsebsk  | 8 - 1       | 1 - 1        |
| Liepājas Metalurgs | 4 - 3  | Keflavik               | 4 - 2       | 0 - 1        |
| Grevenmacher       | 2 - 8  | Rapid București        | 2 - 6       | 0 - 2        |
| Lantana Tallinn    | 0 - 6  | Hearts                 | 0 - 1       | 0 - 5        |
| Amica Wronki       | 5 - 0  | Hibernians             | 4 - 0       | 1 - 0        |
| GÍ Gøta            | 1 - 10 | MTK Hungária           | 1 - 3       | 0 - 7        |
| Glentoran          | 1 - 3  | Maccabi Haifa          | 0 - 1       | 1 - 2        |
| Vardar             | 0 - 3  | Spartak Trnava         | 0 - 1       | 0 - 2        |
| Copenhagen         | 10 - 0 | Karabakh               | 6 - 0       | 4 - 0        |
| FK Partizan        | 2 - 1  | FC Dinamo Batumi       | 2 - 0       | 0 - 1        |

## Turul doi preliminar
| Echipa #1                | Socr.    | Echipa #2         | Prima manșă | A doua manșă |
| ------------------------ | -------- | ----------------- | ----------- | ------------ |
| CSKA Kiev                | 1 - 5    | Lokomotiv Moscova | 0 - 2       | 1 - 3        |
| FK Liepājas Metalurgs    | 0 - 4    | SC Braga          | 0 - 0       | 0 - 4        |
| SV Ried                  | 3 - 0    | MTK Hungária FC   | 2 - 0       | 1 - 0        |
| Paris Saint-Germain      | 3 - 4    | Maccabi Haifa FC  | 1 - 1       | 2 - 3        |
| Panionios NFC            | 5 - 1    | FC Haka           | 2 - 0       | 3 - 1        |
| Apollon Limassol FC      | 3(p) - 3 | FK Jablonec       | 2 - 1       | 1 - 2(aet)   |
| S.S. Lazio               | 3(a) - 3 | Lausanne Sports   | 1 - 1       | 2 - 2        |
| Newcastle United         | 2 - 2(a) | FK Partizan       | 2 - 1       | 0 - 1        |
| Chelsea FC               | 1 - 0    | Helsingborgs IF   | 1 - 0       | 0 - 0        |
| PFC Levski Sofia         | 1 - 6    | FC København      | 0 - 2       | 1 - 4        |
| Rapid București          | 2 - 2(a) | Vålerenga I.F.    | 2 - 2       | 0 - 0        |
| Beșiktaș J.K.            | 4 - 2    | FC Spartak Trnava | 3 - 0       | 1 - 2        |
| SC Heerenveen            | 4 - 1    | Amica Wronki      | 3 - 1       | 1 - 0        |
| Rudar Velenje            | 0 - 2    | NK Varteks        | 0 - 1       | 0 - 1        |
| MSV Duisburg             | 1 - 6    | K.R.C. Genk       | 1 - 1       | 0 - 5        |
| Heart of Midlothian F.C. | 1 - 2    | RCD Mallorca      | 0 - 1       | 1 - 1        |

## Optimi
| Echipa #1         | Scor.    | Echipa #2           | Prima manșă | A doua manșă |
| ----------------- | -------- | ------------------- | ----------- | ------------ |
| Lokomotiv Moscova | 3 - 2    | SC Braga            | 3 - 1       | 0 - 1        |
| SV Ried           | 3 - 5    | Maccabi Haifa FC    | 2 - 1       | 1 - 4        |
| Panionios NFC     | 4 - 2    | Apollon Limassol FC | 3 - 2       | 1 - 0        |
| S.S. Lazio        | 3 - 2    | FK Partizan         | 0 - 0       | 3 - 2        |
| Chelsea FC        | 2 - 1    | FC København        | 1 - 1       | 1 - 0        |
| Vålerenga I.F.    | 4 - 3    | Beșiktaș J.K.       | 1 - 0       | 3 - 3        |
| SC Heerenveen     | 4 - 5    | NK Varteks          | 2 - 1       | 2 - 4(aet)   |
| K.R.C. Genk       | 1 - 1(a) | RCD Mallorca        | 1 - 1       | 0 - 0        |

## Sferturi de Finală
| Echipa #1         | Scor. | Echipa #2        | Prima manșă | A doua manșă |
| ----------------- | ----- | ---------------- | ----------- | ------------ |
| Lokomotiv Moscova | 4 - 0 | Maccabi Haifa FC | 3 - 0       | 1 - 0        |
| Panionios NFC     | 0 - 7 | S.S. Lazio       | 0 - 4       | 0 - 3        |
| Chelsea FC        | 6 - 2 | Vålerenga I.F.   | 3 - 0       | 3 - 2        |
| NK Varteks        | 1 - 3 | RCD Mallorca     | 0 - 0       | 1 - 3        |

## Semifinale
| Echipa #1         | Scor.    | Echipa #2    | Prima manșă | A doua manșă |
| ----------------- | -------- | ------------ | ----------- | ------------ |
| Lokomotiv Moscova | 1 - 1(a) | S.S. Lazio   | 1 - 1       | 0 - 0        |
| Chelsea FC        | 1 - 2    | RCD Mallorca | 1 - 1       | 0 - 1        |

## Finală
| Lazio Roma          | 2 - 1 | Real Mallorca |
| ------------------- | ----- | ------------- |
| Vieri Nedvěd 7' 81' |       | Dani 11'      |